# Grallaricula flavirostris
Grallaricula flavirostris е вид птица от семейство Grallariidae. Видът е почти застрашен от изчезване.

## Разпространение
Видът е разпространен в Боливия, Еквадор, Колумбия, Коста Рика, Панама и Перу.